# Witkowice (Chodzież)
Pour les articles homonymes, voir Witkowice.
Witkowice est une localité polonaise de la gmina de Margonin, située dans le powiat de Chodzież en voïvodie de Grande-Pologne.